# Francesco Miano-Petta
Francesco Miano-Petta (Napoli, 12 aprile 1979) è un ex lottatore italiano.

## Biografia
Nato nel 1979 a Napoli, gareggiava nella lotta libera, nella classe di peso dei pesi supermassimi (120 kg).
A 25 anni ha partecipato ai Giochi olimpici di Atene 2004, nella lotta libera, pesi supermassimi, uscendo nella fase a gironi, battuto dallo statunitense Kerry McCoy 7-0 e dal kazako Marid Mutalimov 3-0 e vittorioso soltanto contro il kirghiso Yury Mildzihov per forfait di quest'ultimo, terminando 10º totale.
Nel 2005 ha vinto una medaglia di bronzo ai Giochi del Mediterraneo di Almería, chiudendo dietro al turco Aydın Polatçı e all'egiziano Hisham Mohamed.
4 anni dopo ha conquistato un altro bronzo ai Giochi del Mediterraneo, quelli di Pescara 2009, arrivando dietro al turco Fatih Çakıroğlu e al greco Ioannis Arzoumanidis.

## Palmarès

### Giochi del Mediterraneo
- 2 medaglie:
  - 2 bronzi (Lotta libera 120 kg ad Almería 2005, lotta libera 120 kg a Pescara 2009)